# Öböl

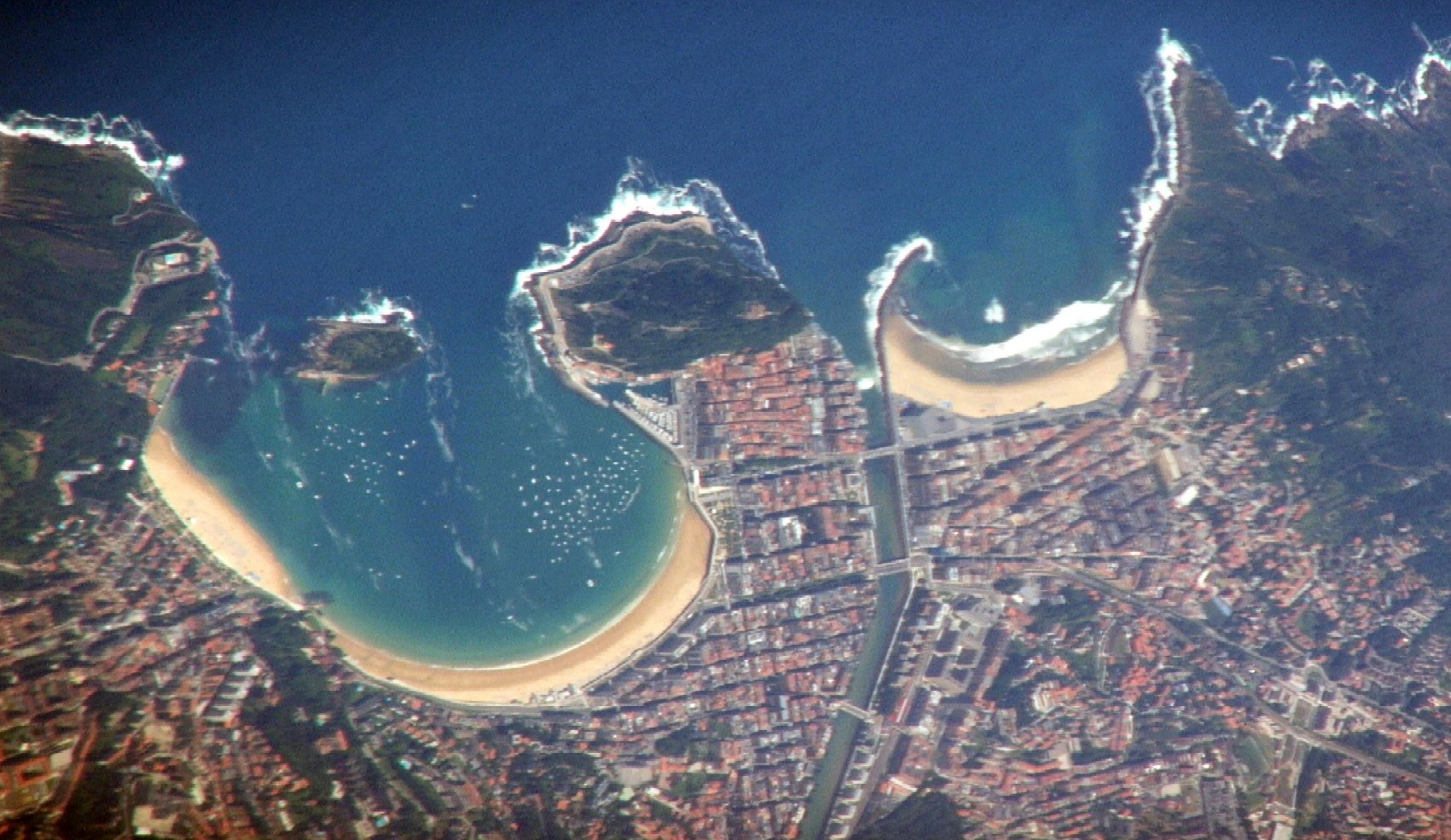
San Sebastian-öböl, Spanyolország

Az öböl állóvizek, tengerek, tavak vagy nagyobb folyók partjainak homorú része, mely rendszerint a környező magasabb part által széltől és hullámzástól többé-kevésbé védve van. Három oldalról szárazföld veszi körül és csak egy oldalról víz. Vize sekélyebb, mint a tengereké vagy tavaké, ezért hajók kikötésére, lehorgonyozására s egyúttal kikötők építésére alkalmas helyül szolgálhat.
Mérete, formája, mélysége nagyon sokféle lehet, nem véletlen, hogy a hagyományos hajós nemzetek nyelvei több különböző szóval jelölik a különböző öböltípusokat. (Például az angolban: bay, gulf, sound, cove, bight, fjord.)

## Legnagyobb öblök
Tengerek nélküli lista.
|     | Név                   | Csatlakozás                  | Terület (1000 km²) |
| --- | --------------------- | ---------------------------- | ------------------ |
| 1.  | Bengáli-öböl          | Indiai-óceán                 | 2172               |
| 2.  | Mexikói-öböl          | Atlanti-óceán                | 1543               |
| 3.  | Alaszkai-öböl         | Csendes-óceán                | kb. 1530           |
| 4   | Guineai-öböl          | Atlanti-óceán                | kb. 1500           |
| 5.  | Hudson-öböl           | Jeges-tenger                 | 1232               |
| 6.  | Ádeni-öböl            | Indiai-óceán                 | kb. 530            |
| 7.  | Baffin-öböl           | Jeges-tenger / Atlanti-óceán | 525                |
| 8.  | Nagy-Ausztráliai-öböl | Indiai-óceán                 | 494                |
| 9.  | Thai-öböl             | Indiai-óceán                 | 320                |
| 10. | Perzsa-öböl           | Indiai-óceán                 | 239                |
| 11. | Szent Lőrinc-öböl     | Atlanti-óceán                | 238                |
| 12. | Kaliforniai-öböl      | Csendes-óceán                | 177                |